# Bejt David

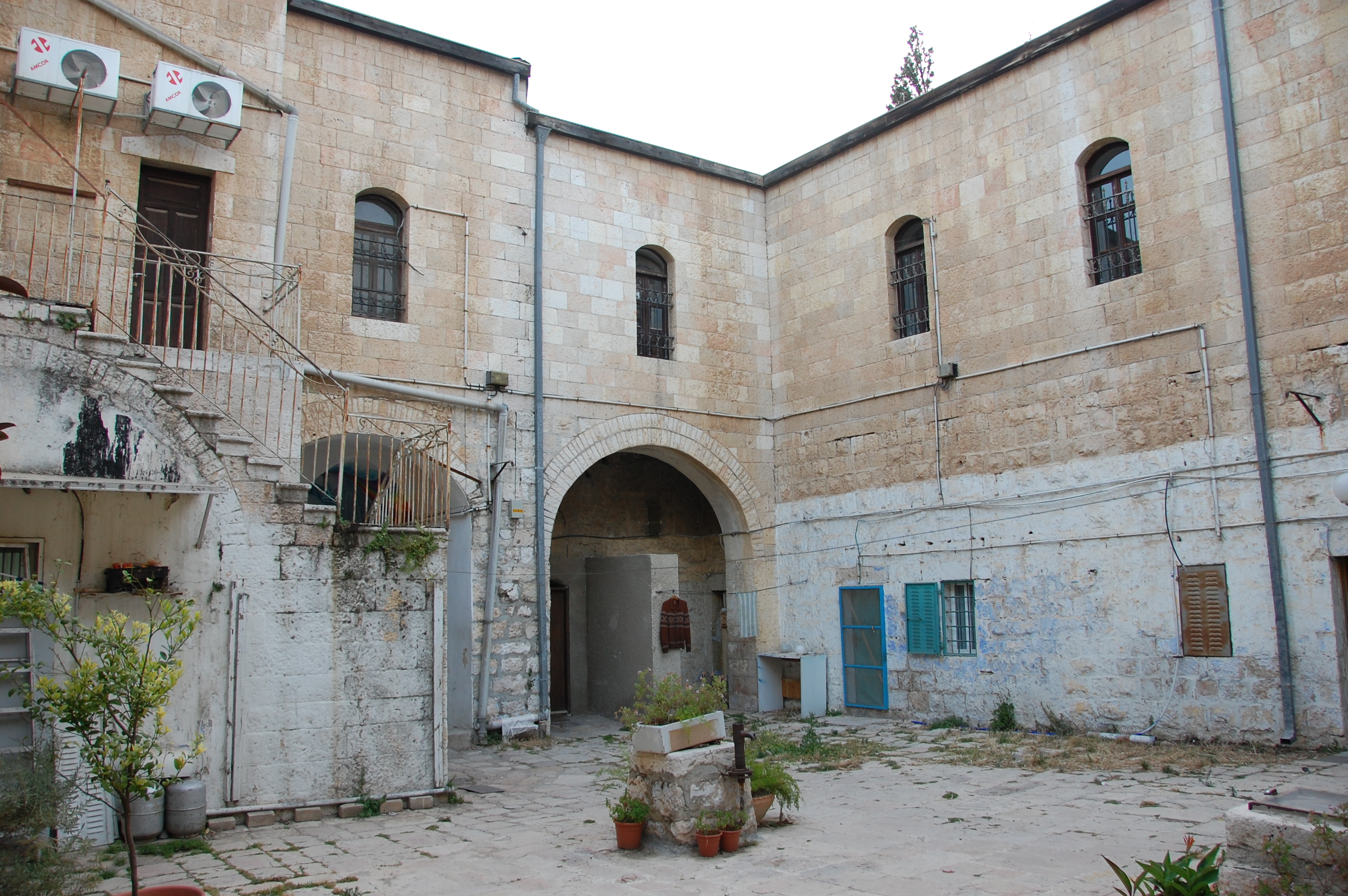
Zástavba ve čtvrti Bejt David

Bejt David (hebrejsky: בית דוד, doslova Davidův dům) je městská čtvrť v centrální části Jeruzaléma v Izraeli.

## Geografie
Leží v nadmořské výšce cca 800 metrů necelý 1 kilometr severozápadně od Starého Města. Na východě hraničí s komplexem Migraš ha-Rusim (Ruský dvůr), na jihu s Nachalat Šiv'a, na severu s Me'a Še'arim a na západě s centrální částí Západního Jeruzaléma (Lev ha-Ir). Rozkládá se poblíž ulice Rechov ha-Rav Kook, nedaleko od třídy Derech Jafo. Populace čtvrti je židovská.

## Dějiny
Vznikla v roce 1870 jako čtvrté židovské předměstí vně hradeb Jeruzaléma. Šlo o součást hnutí Útěk z hradeb. Výstavbu inicioval rabín Josef Rivlin, který se spolu s organizací Chevrat bonej Jerušalajim podílel na vzniku dalších židovských předměstí jako Nachalat Šiv'a a Me'a Še'arim.